# عطاء
العطاء يقارب الرزق إلا أن الفقهاء فرقوا بينهما. فقيل الرزق ما يخرج من بيت المال للجندي مثلا كل شهر، والعطاء ما يخرج له في كل سنة مرة أو مرتين. وقيل العطاء ما يخرج كل سنة أو شهر والرزق يوما بيوم.